# Alexis de Tocqueville
Alexis Henri Charles de Clérel, vizconde de Tocqueville  (Verneuil-sur-Seine, Isla de Francia, 29 de julio de 1805-Cannes, 16 de abril de 1859), citado como Alexis de Tocqueville, fue un pensador, jurista, político e historiador francés, precursor de la sociología clásica y uno de los más importantes ideólogos del liberalismo conservador. Fue bisnieto de Guillaume-Chrétien de Lamoignon de Malesherbes, también político, que había sido ministro de Luis XVI. Tocqueville es conocido por su obras La democracia en América, que tuvo dos volúmenes —el primero en 1835 y el segundo en 1840— y por El antiguo régimen y la revolución, publicado en 1856.
Tuvo una activa participación en la política francesa del siglo XIX, durante la Monarquía de Julio entre 1830 y 1848, y luego en el periodo conocido como la Segunda República Francesa, entre 1849 y 1851, que sucedió después de la Revolución francesa de 1848. Tiempo después comenzaría a trabajar en su obra El antiguo régimen y la revolución. En ella, argumentó sobre la importancia de la Revolución francesa, que habría continuado el proceso de modernización y centralización del estado francés comenzado bajo Luis XVI de Francia.[cita requerida]
Fue un liberal clásico que abogaba por el gobierno parlamentario, y era escéptico en cuanto a los extremos de la democracia. Murió en 1859, afectado de tuberculosis, que lo venía aquejando desde hacía tiempo.[cita requerida]

## Biografía
Nacido el 29 de julio de 1805 en una familia de ultramonárquicos que perdió a varios de sus miembros durante el período conocido como “El Terror” de la Revolución Francesa, la caída de Robespierre en el año II (1794) libró in extremis a sus padres de la guillotina. Probablemente por esta razón, desconfió toda su vida de los revolucionarios, sin que ello lo llevara a planteamientos ultraconservadores.
Estudió Derecho y obtuvo una plaza de magistrado en Versalles en 1827. Sin embargo, su inquietud intelectual le llevó a aceptar una misión gubernamental para viajar a los Estados Unidos a estudiar su sistema penitenciario (1831). Su estancia allí duró nueve meses. Fruto de este viaje fue su primera obra: Del sistema penitenciario en los Estados Unidos y de su aplicación en Francia (1833). Sin embargo, su estancia en Estados Unidos le sirvió para profundizar en el análisis de los sistemas político y social estadounidenses, que describió en su obra La democracia en América (1835-1840).
De regreso de sus viajes a Estados Unidos, Tocqueville abandonó definitivamente la magistratura para dedicarse a la política y a la producción intelectual. En 1838 ingresó en la Academia de Ciencias Morales y Políticas. En 1839 fue elegido diputado por el pueblo de Normandía que lleva su mismo nombre, Tocqueville (del que habla en su obra Souvenirs), y en 1841 llegó a la Academia Francesa. Se opuso tanto a la Revolución de 1848 (que acabó con la monarquía de Luis Felipe de Orleans) como al golpe de Estado de Luis Napoleón en 1851-1852 (que acabó con la Segunda República Francesa y dio paso al Segundo Imperio, con Luis Napoleón como Napoleón III); fue uno de los diputados arrestados durante el golpe. En el intervalo, fue brevemente ministro de Asuntos Exteriores (1848) de la Segunda República, y vicepresidente de la Asamblea Nacional (1849). Tras el advenimiento del Segundo Imperio, Tocqueville se retiró de la vida pública y se dedicó a la que sería su obra cumbre (junto con De la democracia en América), inacabada: El Antiguo Régimen y la Revolución (1856). En 1858, su salud se resintió y fue enviado a Cannes, ubicado al sur de Francia, donde murió al año siguiente. Sus obras completas fueron publicadas en nueve volúmenes por H. G. de Beaumont (1860-1865).

## Sentido de su obra

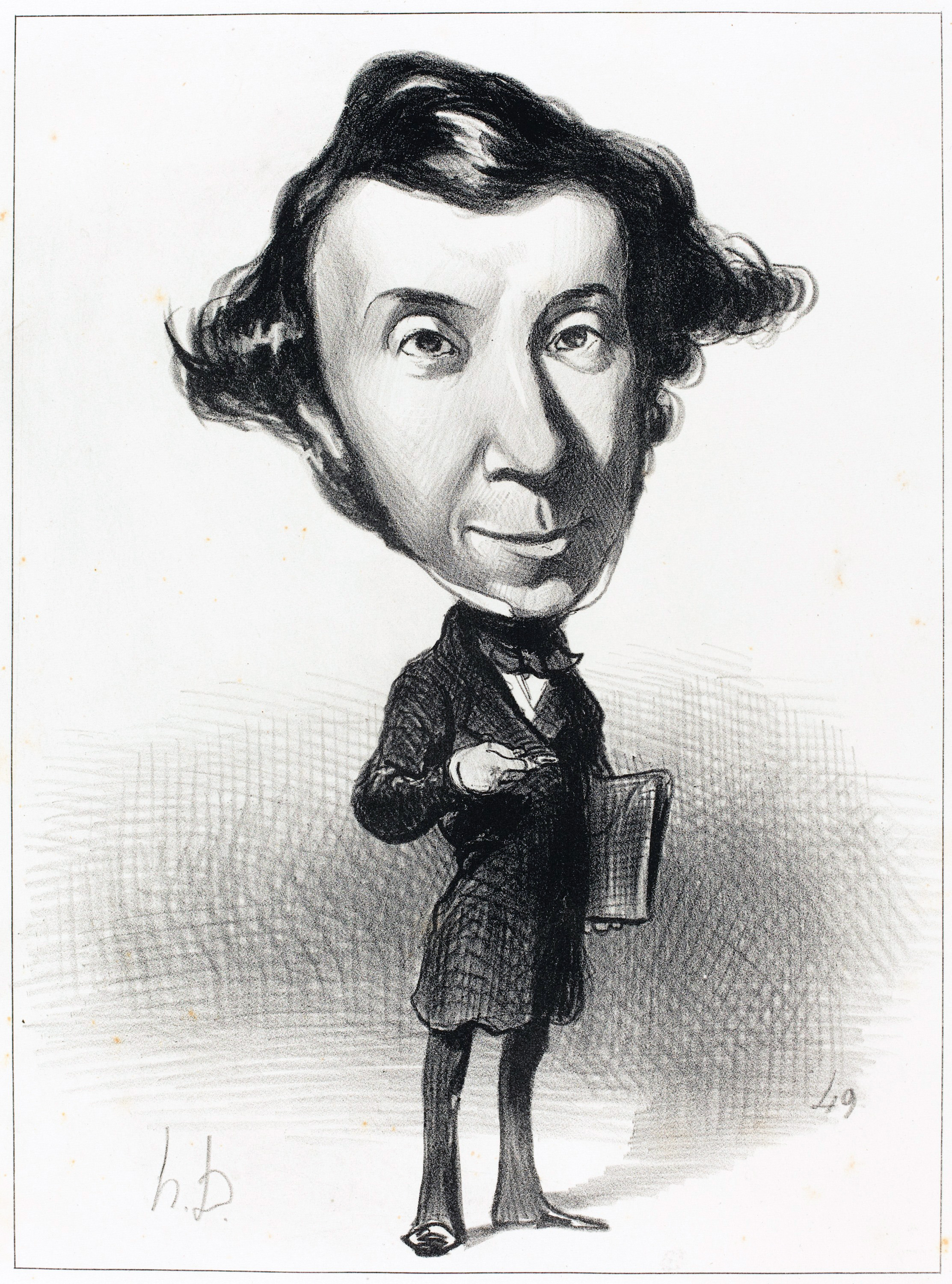
Caricatura, Honoré Daumier, 1849.

La afirmación sin fisuras de lo que se considera un hecho fundamental y trascendente: la tendencia de las sociedades modernas hacia la igualdad de condiciones entre las personas. Es una tendencia claramente anclada en el pasado, que permite encontrar unidad en todo el complejo y plural devenir histórico. Esta idea central nos permite seguir su obra según la oposición entre aristocrático y democrático (o entre aristocrático e igualitario).
Insistió en que esta tendencia se podía realizar de las más variadas formas y coexistir con muy diferentes tipos de organización. Los progresistas estarán en contra en este punto ya que piensan que hay una vía única (periodización de las edades del hombre que no se pueden saltar). Aquí introduce la idea sobre que la tendencia a la igualdad se produce de forma inconsciente (idea que luego veremos en Marx).
Tocqueville propone una filosofía de la historia, algo muy propio de los siglos XVIII y XIX; una visión que otorga sentido general a toda la evolución histórica. La diferencia de Tocqueville con otras filosofías de la historia es que considera que el despliegue de esa razón de ese proceso histórico es del todo impredecible.
En la obra de Tocqueville también hay que destacar importantes aportaciones metodológicas; asume una metodología que en muchos casos es novedosa y que tiene muchos puntos en común con Max Weber. 
Partiendo de fenómenos o datos empíricos muy precisos, pasaba a la construcción de modelos que aspiran a hacer comprensible la realidad general. La novedad es que estos modelos no reflejaban al pie de la letra la realidad, sino que se dedicaban a privilegiar rasgos de esta realidad (más tarde lo hará Max Weber, y se llamará categoría o «tipo ideal»). No era una media: se trataba de exagerar unos rasgos para entender una realidad, llegando a veces, a caricaturizarla. Este era el objeto de trabajo de Tocqueville y su tendencia era buscar datos para hacer construcciones generales.

### El cambio social según Tocqueville

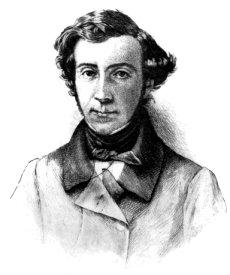
Fotograbado de una estampa, de la edición estadounidense de 1899 de La democracia en América.

Para Tocqueville, el cambio social es el resultado de la aspiración a la igualdad de los hombres. De acuerdo con él, «si la humanidad debe elegir entre la libertad y la igualdad, siempre decidirá en favor de la segunda, incluso a costa de alguna coacción, siempre y cuando el poder público proporcione el mínimo nivel necesario de vida y seguridad».
Sin embargo, al examinar la obra de Tocqueville La democracia en América, la libertad en las sociedades democráticas es un bien superior que debe sobreponerse a la igualdad, ya que a pesar de que la igualdad sea un rasgo común en la historia de la humanidad no significa que sea buena, pues la igualdad tiene connotaciones morales que inciden en la relación entre los ciudadanos y el Estado. Al situarse las personas en condiciones sociales iguales, los lazos de unión que tenían en otras épocas desaparecen generando en el ciudadano una idea de desprendimiento de cualquier clase de relación con sus semejantes. En cuanto a la relación con el Estado, se toman estas ideas para perpetuarse, al presentar como moralmente bueno al ciudadano que vive aislado del otro y del Estado, es decir el tipo de estado déspota al cual Tocqueville referencia en su obra respecto a las debilidades en las que podría caer un Estado democrático.
La libertad política, en contraste, es un bien que se debe seguir a todo momento en las sociedades democráticas, aunque sus efectos sean a largo plazo y no beneficien a toda la gente son necesarios para mostrarle al ciudadano que vive con otras personas, que necesita de ellas para vivir y que requiere del Estado para desarrollarse como ciudadano y como miembro de la sociedad. De este modo, la libertad política acaba con alguna posibilidad de engendrar despotismo en la sociedad democrática.
La cuestión sigue siendo de actualidad, es la adecuación entre esta doble reivindicación de libertad e igualdad: «las naciones hoy en día no saben hacer que en su seno las condiciones no sean iguales, pero depende de ellos que la igualdad lleve a la servidumbre o a la libertad, a las luces o a la barbarie, a la prosperidad o a la miseria».

## Obras
Sus obras incluyen:
- Del sistema penitenciario en los Estados Unidos y de su aplicación en Francia (1833)
- Memoria sobre el pauperismo (1835 y 1837)
- Quince días en el desierto (1840)
- De la democracia en América (volumen I, 1835-volumen II, 1840)
- Recuerdos de la revolución de 1848 (entre 1850 y 1859)
- El Antiguo Régimen y la Revolución (1856)